# Salinamexus reticulatus
Salinamexus reticulatus is een keversoort uit de familie van de kortschildkevers (Staphylinidae). De wetenschappelijke naam van de soort is voor het eerst geldig gepubliceerd in 1977 door Moore & Legner.